# 烏爾濟庫察鄉
44°01′N 23°33′E / 44.017°N 23.550°E
烏爾濟庫察鄉（羅馬尼亞語：Comuna Urzicuța, Dolj），是羅馬尼亞的鄉份，位於該國西南部，由多爾日縣負責管轄，面積61平方公里，海拔高度53米，2007年人口2,962，人口密度每平方公里49人。